# Rally Principe delle Asturie

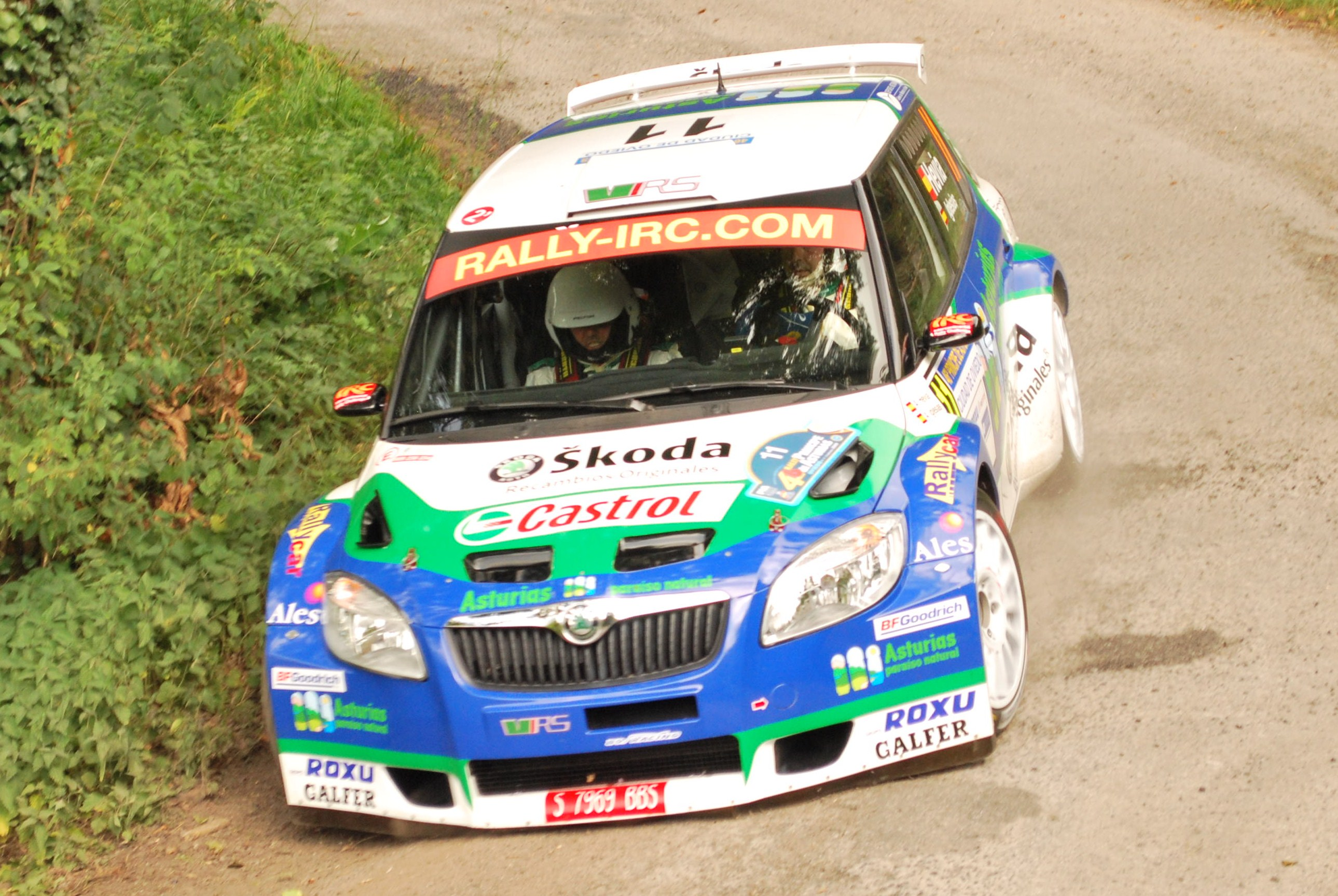
Hevia su Škoda Fabia nell'edizione 2009

Il Rally Principe delle Asturie è un evento sportivo di rally, che si svolge solitamente in settembre nelle Asturie, in Spagna, organizzata dall'Automobile Club de Asturias (ACPA).

## La storia
Questo rally ha cominciato ad essere corso nel 1964 ed è stata la prima prova di questo tipo corsa in Spagna. In questa prima edizione l'iscrizione era pari a 800 peseta, con un premio totale di 30.000 peseta.
La prova è stata valida durante i vari anni per il campionato di Spagna, Asturie e per il Campionato Europeo Rally. Il 19 luglio 2007 è stato siglato l'accordo con Eurosport per l'inclusione nel calendario Intercontinental Rally Challenge dal 2008.

## Albo d'oro
| Anno | Denominazione                                           | Vincitori                                             | Auto                        | Validità                  |
| 1964 | 1º Gran Premio Ciudad de Oviedo                         | Luis Huerta / José Luis Tuya                          | Ford Cortina Lotus          | -                         |
| 1965 | 2° Rallye Ciudad de Oviedo                              | Luis Fernández Trabanco / Manuel González             | Morris 1100                 | -                         |
| 1966 | 3° Rallye Ciudad de Oviedo                              | Pedro Puche / Pedro Amengual                          | Saab 99 Sport               | -                         |
| 1967 | 4º Gran Premio Oviedo                                   | Roter Barón Ben / Ricardo Muñoz                       | Porsche 911                 | Campionato spagnolo rally |
| 1968 | 5° Rally Ciudad de Oviedo                               | Bernard Tramont / Ricardo Muñoz                       | Alpine-Renault A110 1440    | Campionato spagnolo rally |
| 1969 | 6° Rally Ciudad de Oviedo                               | Bernard Tramont / Luis Blasco                         | Alpine-Renault A110 1440    | -                         |
| 1970 | 7° Rallye Ciudad de Oviedo                              | Eladio Doncel / Juan A. Conde                         | Porsche 911 S               | Campionato spagnolo rally |
| 1971 | 8° Rallye Premio Ciudad de Oviedo. I Internacional      | Alberto R. Jiménez / Juan A. Conde                    | Porsche 911 S               | Campionato spagnolo rally |
| 1972 | 9° Rallye Ciudad de Oviedo                              | Estanislao Reverter / Antonio Reverter                | Renault Alpine Porsche      | Campionato spagnolo rally |
| 1973 | 10° Rallye Ciudad de Oviedo                             | J. I. Villacieros / J.A. Lobo                         | Alpine-Renault A110 1600    | -                         |
| 1974 | 11° Rallye Ciudad de Oviedo                             | Salvador Cañellas / Daniel Ferrater                   | Seat 1430/1800              | Campionato spagnolo rally |
| 1975 | 12° Rallye de Asturias - Ilmo. Ayuntamiento de Gijón    | Antonio Zanini / Eduardo M. Adam                      | Seat 1800                   | Campionato spagnolo rally |
| 1976 | 13° Rally Príncipe de Asturias                          | L'evento è stato cancellato                           | L'evento è stato cancellato | -                         |
| 1977 | 14° Rally Príncipe de Asturias                          | José María Puig / Enrique                             | Seat 124/1800               | -                         |
| 1978 | 15° Rally Príncipe de Asturias                          | Tino Suárez / J.B. Pino                               | Seat 124/1800               | -                         |
| 1979 | 16° Rally Príncipe de Asturias                          | A. Martínez / López                                   | Seat 124/1200               | Campionato spagnolo rally |
| 1980 | 17° Rally Príncipe de Asturias                          | "Fombona" / L. Menéndez                               | Fiat 131 Abarth             | Campionato spagnolo rally |
| 1981 | 18° Rally Príncipe de Asturias                          | Genito Ortíz / S. Cabal                               | Renault 5 Turbo 2           | Campionato spagnolo rally |
| 1982 | 19° Rally Príncipe de Asturias                          | Antonio Zanini / J. Sabater                           | Talbot Sumbeam Lotus        | ERC                       |
| 1983 | 20° Rallye Internacional Príncipe de Asturias           | Genito Ortíz / R. Mínguez                             | Renault 5 Turbo             | ERC                       |
| 1984 | 21° Rallye Internacional Príncipe de Asturias           | Salvador Serviá / J. Sabater                          | Opel Manta 400              | ERC                       |
| 1985 | 22° Rallye Internacional Principe de Asturias           | Salvador Serviá / J. Sabater                          | Lancia 037 Rally            | ERC                       |
| 1986 | 23° Rallye Internacional Principe de Asturias           | Fabrizio Tabaton / Tedeschini                         | Lancia Delta S4             | ERC                       |
| 1987 | 24° Rallye Internacional Principe de Asturias           | Carlos Sainz / Antonio Boto                           | Ford Sierra Cosworth        | ERC                       |
| 1988 | 25° Rallye Internacional Principe de Asturias           | Alex Fiorio / L. Pirollo                              | Lancia Delta Integrale      | ERC                       |
| 1989 | 26° Rallye Internacional Principe de Asturias           | Pep Bassas / A. Rodríguez                             | BMW M3 E30                  | ERC                       |
| 1990 | 27° Rallye Principe de Asturias                         | Jesús Puras / J. Arrate                               | Lancia Delta Integrale 16V  | ERC                       |
| 1991 | 28° Rallye Principe de Asturias                         | José María Ponce / J.C. Deniz                         | BMW M3 E30                  | ERC                       |
| 1992 | 29° Rallye Principe de Asturias                         | Pedro Diego / Icíar Muguerza                          | Lancia Delta HR Integrale   | ERC                       |
| 1993 | 30° Rallye Príncipe de Asturias                         | Daniel Alonso / Salvador Belzunces                    | Ford Escort RS Cosworth     | ERC                       |
| 1994 | 31° Rallye Príncipe de Asturias                         | Oriol Gómez / Marc Martí                              | Renault Clio Williams       | ERC                       |
| 1995 | 32° Rallye Príncipe de Asturias                         | Luis Monzón / Jose C. Deniz                           | Ford Escort RS Cosworth     | ERC                       |
| 1996 | 33° Rallye Príncipe de Asturias                         | Oriol Gómez / Marc Martí                              | Renault Mégane Maxi         | ERC                       |
| 1997 | 34° Rallye Príncipe de Asturias                         | Jesús Puras / Carlos del Barrio                       | Citroën ZX Kit Car          | ERC                       |
| 1998 | 35° Rallye Príncipe de Asturias                         | Jesús Puras / Carlos del Barrio                       | Citroën Xsara Kit Car       | ERC                       |
| 1999 | 36° Rallye Principe de Asturias                         | Jesús Puras / Carlos del Barrio                       | Citroën Xsara Kit Car       | Campionato spagnolo rally |
| 2000 | 37° Rallye Príncipe de Asturias                         | Jesús Puras / Marc Martí                              | Citroën Xsara Kit Car       | Campionato spagnolo rally |
| 2001 | 38° Rallye Príncipe de Asturias                         | Luis Monzón / José Carlos Déniz                       | Peugeot 206 WRC             | Campionato spagnolo rally |
| 2002 | 39° Rallye Príncipe de Asturias                         | Manuel Cabo / Eduardo González                        | Citroën Saxo Kit Car        | -                         |
| 2003 | 40° Rallye Principe de Asturias                         | Enrique García Ojeda / Raquel Fernández               | Peugeot 206 S1600           | Campionato spagnolo rally |
| 2004 | 41° Rallye Príncipe de Asturias                         | Alberto Hevia / Alberto Iglesias Pin                  | Renault Clio S1600          | European Cup West         |
| 2005 | 42° Rallye Principe de Asturias                         | Daniel Sordo / Marc Martí                             | Citroën C2 S1600            | European Cup West         |
| 2006 | 43° Rallye Principe de Asturias                         | Dani Sola / Xavier Amigo                              | Citroën C2 S1600            | European Cup South        |
| 2007 | 44° Rallye Principe de Asturias                         | Enrique García Ojeda / Jordi Barrabés                 | Peugeot 207 S2000           | European Cup West         |
| 2008 | 45° Rally Principe de Asturias                          | Giandomenico Basso / Mitia Dotta                      | Fiat Grande Punto S2000     | IRC                       |
| 2009 | 46° Rally Principe de Asturias                          | Jan Kopecký / Petr Starý                              | Škoda Fabia S2000           | ERC                       |
| ---- | ------------------------------------------------------- | ----------------------------------------------------- | --------------------------- | ------------------------- |
| 2010 | 47° Rally Principe de Asturias                          | Alberto Hevia Muñiz/ Alberto Iglesias Pin             | Škoda Fabia S2000           | ERC                       |
| 2011 | 48° Rally Principe de Asturias                          | Miguel Fuster/ Ignacio Aviñó                          | Porsche 997 GT3 RS 3.6      | ERC                       |
| 2012 | 49° Rally Principe de Asturias                          | Alberto Hevia Muñiz/ Francisco Javier Álvarez Machado | Škoda Fabia S2000           | ERC                       |
| 2013 | 50° Rally Príncipe de Asturias                          | Luis Monzón/ José Carlos Déniz                        | Mini John Cooper Works WRC  | European Rally Cup        |
| 2014 | 51° Rally Príncipe de Asturias                          | Miguel Fuster/ Ignacio Aviñó                          | Ford Fiesta R5              | ERT                       |
| 2015 | 52° Rally Princesa de Asturias - Ciudad de Oviedo       | Miguel Fuster/ Ignacio Aviñó                          | Porsche 997 GT3 RS 3.8      | ERT                       |
| 2016 | 53° Rally Princesa de Asturias - Ciudad de Oviedo       | Iván Ares/ José Antonio Pintor Bouzas                 | Škoda Fabia R5              | Iberian Rally Trophy      |
| 2017 | 54° Rally Princesa de Asturias - Ciudad de Oviedo       | Iván Ares/ José Antonio Pintor Bouzas                 | Hyundai i20 R5              | Iberian Rally Trophy      |
| 2018 | 55° Rally Princesa de Asturias - Ciudad de Oviedo       | José Antonio Suárez/ Cándido Carrera                  | Hyundai i20 R5              | Iberian Rally Trophy      |
| 2019 | 56° Rally Princesa de Asturias - Ciudad de Oviedo       | José Antonio Suárez/ Alberto Iglesias Pin             | Škoda Fabia R5              | Iberian Rally Trophy      |
| 2020 | 57° Rally Blendio Princesa de Asturias Ciudad de Oviedo | José Antonio Suárez/ Alberto Iglesias Pin             | Škoda Fabia Rally2 Evo      | Iberian Rally Trophy      |
| 2021 | 58° Rally Blendio Princesa de Asturias Ciudad de Oviedo | José Antonio Suárez/ Alberto Iglesias Pin             | Škoda Fabia Rally2 Evo      | Iberian Rally Trophy      |
| 2022 | 59° Rally Blendio Princesa de Asturias Ciudad de Oviedo | Alejandro Cachón/ Alejandro López                     | Citroën C3 Rally2           | Iberian Rally Trophy      |
| 2023 | 60° Rallye Princesa de Asturias Ciudad de Oviedo        | José Antonio Suárez/ Alberto Iglesias Pin             | Škoda Fabia RS Rally2       | Campionato spagnolo rally |
| 2024 | 61° Rally Blendio Princesa de Asturias                  | Alejandro Cachón/ Borja Rozada                        | Toyota GR Yaris Rally2      | Campionato spagnolo rally |